# Kinderheim Warburg

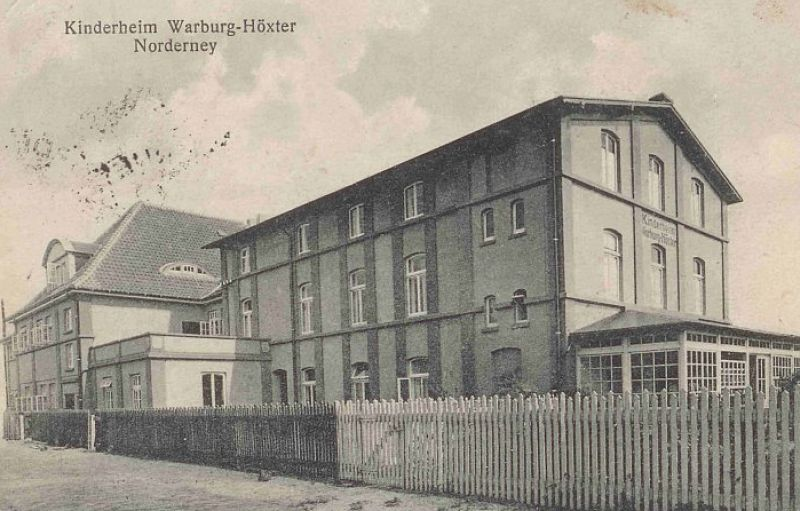
Das Kinderheim vor dem Umbau

Das Kinderheim Warburg war ein Kinderheim auf der ostfriesischen Insel Norderney, das von 1920 bis 2004 bestand.

## Geschichte
Im Januar 1920 wurde die Bevölkerung im Kreis Warburg durch das Kreisblatt aufgerufen, für den Kauf eines Erholungsheimes auf der Nordseeinsel Norderney zu spenden, in dem alljährlich bedürftige Kinder und Kranke des Kreises Warburg zur Wiederherstellung und Kräftigung der Gesundheit untergebracht werden sollten. Der Landrat Josef Schoenkaes bildete mit prominenten Vertretern der Geistlichkeit, der Vereine und Verbände hierzu einen Sammelausschuss. Ende 1920 konnte der Kreis das Haus Damenpfad 37 erwerben, das sich aber bereits bei der Durchführung der ersten Kuren als zu klein erwies. Das Gebäude wurde wieder verkauft und dafür im August 1921 das in den Dünen gelegene Gebäude der Dampf-Wasch- und Chemischen Reinigungsanstalt Norderney AG in der damaligen Chausseestraße 15 erworben. Dieses ging am 1. Oktober 1921 in das Eigentum des Kreises über und wurde zu einer Unterkunft für 70 Kinder umgebaut und eingerichtet. In den ersten 16 Jahren führten Missionsschwestern aus Hiltrup das Haus in eigener Regie.
1924 vereinbarte der Kreis Warburg mit dem alten Kreis Höxter, dass dieser sich durch die Belegung von 35 Betten und einen neu zu errichtenden Anbau beteiligt, wodurch 1925 das Bettenangebot auf 136 stieg. Das Gelände wurde durch die Zupachtung und später den Kauf angrenzender Grundstücke erweitert, darunter auch die Parzelle Jann-Berghaus-Straße 41, die dann zur Adresse des Heimes wurde.
1937 wurde die Führung des Heimes der Schwesternschaft vom Roten Kreuz Frankfurt a. M. 1866 e. V. übertragen. Heimleiterinnen waren die DRK-Schwestern Liesa Grohsmann (bis 1939), Anna Bange (bis 1961), Julia Unterbarnscheidt (bis 1971) und Christa Porsiel (ermordet 1977).
Im Zweiten Weltkrieg wurde aufgrund des Ausbaus Norderneys zur Seefestung eine Marineeinheit im Gebäude untergebracht.
1947 wurde der Kurbetrieb wieder aufgenommen. Belegt wurde das Haus außer aus den Kreisen Warburg und Höxter auch vom Landschaftsverband Westfalen-Lippe und anderen Entsendestellen. 1962 gab der Altkreis Höxter seine Beteiligung an dem Heim aus finanziellen Gründen auf. Der Altkreis Warburg ließ 1967 den Altbau renovieren und den 1925 errichteten Anbau zugunsten eines im Mai 1970 eingeweihten Neubaus abreißen.
1975 kam das Heim durch die Gebietsreform in das Eigentum des neuen Kreises Höxter. 1977 wurde die 41-jährige Heimleiterin Schwester Christa Porsil ermordet. Danach beendete der Kreis Höxter die Bewirtschaftung des Heimes und vermietete es 1978 an den Verband Christlicher Pfadfinderinnen und Pfadfinder, Bezirk Dortmund, der es bis 2004 betrieb.

## Nachfolge als „Haus Klipper“
Seit 2005 ist die Kinder- und Jugendhilfe Outlaw gGmbH Pächter des Heims und betreibt es unter dem Namen Haus Klipper als Gäste- und Jugendhaus. Er ließ 2012 in Bauherrengemeinschaft mit dem Kreis Höxter das Heimgebäude von 1970 abbrechen und durch einen Neubau mit 164 Betten ersetzen. Hierzu erfolgte die Verlautbarung: „Aufbauend auf der Schullandheimtradition des Kreises Höxter werden im Klipper auch in Zukunft Kinder, Jugendliche und Familie die wichtigste Zielgruppe bleiben“. Die Adresse lautet Jann-Berghaus-Straße 40.

## Norderney-Gedicht
Ende der 1920er Jahre wurde von Heimbewohnern folgendes Gedicht verfasst und gesungen:
Oh, wie schön ist es in Norderney

Da leben wir so froh und frei

Lustig unsere Flaggen wehn,

Wir brauchen nicht zur Schule gehn

Ja sechs Wochen Badekur

Von Heimweh kennt man keine Spur

Wir machen stets ein froh Gesicht

Ein Miesepeter gibt’s hier nicht

Und wenn wir dann im Hafen stehn

Und winkend auseinander gehen

Dann wird nochmal die Flagg geschwenkt

Und nach Norddeich der Kurs gelenkt

## Weitere Kinderheime
Das Kinderheim Warburg war nicht das einzige dieser Einrichtungen auf Norderney. Neben dem Inselinternat Norderney sind hier die Villa Meeresburg – vormals Villa Edda – (Viktoriastraße 14) zu nennen. Hierin war von 1921 bis 1981 das Kinderheim Wanne-Eickel untergebracht. Das Marienheim (Georgstraße 5) wird mittlerweile als Apartmenthaus genutzt. Darüber hinaus existierten noch das Kinderheim Upstalsboom (heute das Gebäude der Oldenburgischen Landesbank, Strandstraße 3), das Kinderheim Bielefeld und das Vestische Kinderheim. Daneben wurden auch Kindererholungsheime von Privatleuten geführt. Das Kinderkurheim Arnsberg wird seit 1921 vom Hochsauerlandkreis betrieben. Der Kreis Lippe betreibt seit 1951 das Haus Detmold zunächst als Kinderkurheim an der Lippestraße. Das Haus wurde 1934 als Kasernengebäude errichtet. Zunächst wurde das Haus gepachtet, bis der Kreis 1964 das Gebäude kaufte. Das Kinderkurheim wurde am 1. Januar 1989 geschlossen. Seither betreibt der Kreis Lippe in dem Gebäude ein Schulland- und Freizeitheim. Durch weite Zukäufe von Gebäuden in der Nordhelm-Siedlung konnte das Angebot für Familien ausgeweitet werden.